# Aschitus barbarus
Aschitus barbarus är en stekelart som först beskrevs av Johan Wilhelm Dalman 1820.  Aschitus barbarus ingår i släktet Aschitus och familjen sköldlussteklar. Arten är reproducerande i Sverige. Inga underarter finns listade.